# Шварц, Исаак Иосифович
Исаа́к Ио́сифович Шварц (13 мая 1923[…], Ромны, Полтавская губерния — 27 декабря 2009[…], Сиверский, Ленинградская область) — советский и российский композитор. Народный артист Российской Федерации (1996), лауреат Государственной премии России (1997), трёхкратный обладатель кинопремии «Ника».
Автор музыки к 35 спектаклям и 125 фильмам, а также симфонических произведений, двух балетов, двух квартетов, скрипичного концерта, кантат, романсов. Широкую популярность и признание получил как кинокомпозитор, чьи мелодии в романтических мелодрамах часто запоминались зрителям лучше, чем сами фильмы. Наибольшую известность Шварцу принесла его музыка в картинах Сергея Соловьёва и Владимира Мотыля. Вершинами творчества Шварца стала музыка к фильмам «Белое солнце пустыни», «Братья Карамазовы», «Станционный смотритель», «Сто дней после детства», «Звезда пленительного счастья», «Дерсу Узала», «Мелодии белой ночи», «Законный брак».
Премии «Оскар» за лучший иностранный фильм (1976) была удостоена советско-японская картина «Дерсу Узала» (реж. Акира Куросава), музыку к которой написал Исаак Шварц.

## Биография и произведения

### Детство и начало творческого пути
Исаак Иосифович Шварц родился 13 мая 1923 года в интеллигентной еврейской семье в городе Ромны Роменского уезда Полтавской губернии Украинской ССР, ныне город — административный центр Роменской городской общины (укр. Роменська міська громада) и Роменского района Сумской области Украины. Ему и его старшим сёстрам Софье и Марии с детства привили любовь к чтению и музыке. Дед по отцовской линии имел духовное звание, в начале XX века перебрался в Полтавскую губернию из Прибалтики.
В 1930 году семья Шварца переехала в Ленинград, где жила в центре города, рядом с Невским проспектом. Мальчик, которого в семье не считали особо одарённым в сравнении с Софьей и особенно Марией, начал заниматься в Доме художественного воспитания детей по классу рояля у А. С. Замкова. Чуть позже брал уроки у профессора Леонида Николаева. В 1935 году Шварц в возрасте 12 лет победил на конкурсе юных дарований в Большом зале Ленинградской филармонии. Однако начального академического музыкального образования, как отмечал Шварц, в детстве он не получил.
Весной 1936 года 13-летний Исаак снялся в кино, в фильме «Концерт Бетховена» он участвовал в сцене проводов товарища на музыкальный конкурс на Московском вокзале в Ленинграде; упомянут в титрах.
Тучи над семьёй Шварца начали сгущаться после убийства Кирова, ставшего сигналом к началу репрессий в Ленинграде. В декабре 1936 года отец, которого Исаак очень любил, филолог-арабист, профессор филологического факультета Ленинградского университета Иосиф Евсеевич Шварц (1889—1938), обладавший красивым, сильным баритоном, был арестован органами НКВД СССР. Как вспоминал на склоне лет Шварц, от горя он много месяцев рыдал каждую ночь. Затем Иосиф Евсеевич был осуждён по статье 58 УК РСФСР и сослан в лагеря, где 4 апреля 1938 года вновь приговорён тройкой при УНКВД по Дальстрою и 11 апреля расстрелян в Магадане. Всю жизнь Шварц помнил о последнем свидании с отцом перед этапированием в ленинградской пересыльной тюрьме.
Летом 1937 года семья Шварца, лишившаяся всего имущества, в том числе рояля и библиотеки, была выслана из Ленинграда в Киргизскую ССР. Там она поселилась в домике с саманной крышей. Мать Исаака, Рахиль Соломоновна Бергер (1891—1970), выпускница Киевского коммерческого института, преподававшая математику, литературу и русский язык в школе, во Фрунзе устроилась на швейную фабрику. Четырнадцатилетний Исаак начал давать частные уроки игры на фортепиано детям местных чиновников. Старшая сестра Софья, студентка консерватории, будучи способной пианисткой, познакомила Исаака с произведениями Моцарта, Бетховена, Чайковского, Бизе и других классиков. С детских лет Шварц очень ценил в музыкальном произведении мелодию — красивую, яркую и запоминающуюся.
В 1938 году Шварц в столице Кыргызстана начал брать уроки композиции у педагога Владимира Георгиевича Фере. В летнем кинотеатре довоенного Фрунзе Исаак в качестве тапёра обеспечивал импровизационное музыкальное сопровождение немых кинокартин. Там после демонстрации фильма «Сорок первый» на музыкально одарённого юношу обратил внимание и предсказал ему большое будущее киноактёр Иван Коваль-Самборский. С юношеской работой тапёром исследователи впоследствии связывали особое чувство природы кинематографа, проявившееся в творчестве Шварца в зрелые годы. Перед самой войной Шварц работал концертмейстером в Киргизском государственном театре.

### В годы Великой Отечественной войны
В начале Великой Отечественной войны Шварц руководил хором и оркестром Красноармейского ансамбля песни и пляски Фрунзенского военного округа[уточнить] (в те годы существовал Среднеазиатский военный округ).
Попав на фронт, был сапёром. Весной 1942 года был контужен в результате артобстрела под Харьковом. Восстанавливался после контузии в госпитале в Алма-Ате. В 1943 году 20-летний Шварц женился на подруге детства и юности, пианистке Соне Полонской; вскоре родилась его единственная дочь Галина.

### Ленинградская консерватория и профессиональное становление
В 1945 году 22-летний Шварц, демобилизовавшись из армии, вернулся в Ленинград и при содействии Дмитрия Дмитриевича Шостаковича поступил в Ленинградскую ордена Ленина государственную консерваторию имени Н. А. Римского-Корсакова. Декан, прослушав по рекомендации Шостаковича начинающего сочинителя, задумался и сказал: «А вы знаете, это не так плохо, как кажется!» Шварц попал в класс Бориса Александровича Арапова, но посещал он и классы Шостаковича, одним из первых по достоинству оценившего его композиторский дар. В те годы обучение в консерватории было платным, однако талантливый студент, обременённый семьёй и ребёнком, по неведомым ему причинам от платы был освобождён. Лишь в 1960 году на премьере шварцевского балета «Накануне» ректор Павел Алексеевич Серебряков засвидетельствовал, что Шостакович конфиденциально оплачивал обучение Шварца. В годы студенчества Шварц, как и Шостакович, обвинялся партийными инстанциями в «формализме в музыке», однако наотрез отказался, как того требовали, публично осудить наставника.
В годы учёбы Шварц написал сонату соль минор для скрипки и фортепиано, струнный квартет, романсы на стихи Пушкина, Тютчева, Фета, Полонского, Гейне, а также вариации для фортепиано, арию для скрипки с фортепиано. Творчество Шварца впервые привлекло внимание музыковедов: у молодого автора отметили сочные контрасты лирических и жанровых музыкальных образов, естественную свежесть мелодики и гармонического языка. Романсы Шварца, написанные в студенческие годы, исполнялись на концертах известными ленинградскими певцами Сергеем Шапошниковым, Надеждой Вельтер и другими. Последние два года пребывания в консерватории Шварц учился у Ореста Евлахова. Под его наставничеством Шварцем написана кантата «Дума о Родине» на стихи А. Чепурова для баса, хора и симфонического оркестра в трёх частях, баллада для баритона с оркестром «Солдат и вьюга» на стихи М. Светлова, романсы на стихи В. Орлова, С. Щипачёва.
Летом 1946 года Шварц освоил аккордеон и после окончания первого курса консерватории стал каждый год выезжать на каникулы и заработки в живописную дачную местность Сиверская на берегу Оредежа в дальнем южном пригороде Ленинграда. Там он играл в домах отдыха, детских лагерях и на танцплощадках, а также обучал музыке детей. Однако музыкальным педагогом Шварц впоследствии не стал, свою школу композиции не создавал, к его ученикам специалисты никого не причисляют, а своеобразный мелодический дар кинокомпозитора, по определению Сергея Соловьёва, так и остался уникальным, единственным в своём роде.
В 1954 году Шварц написал своё первое крупное произведение — «Симфонию фа минор», лирико-эпическое повествование о молодом современнике в четырёх частях. Симфония принесла подающему надежды композитору первый заметный успех. Мелодика симфонии органично связана с пафосом советских массовых песен и с народной музыкой. Премьера состоялась 6 ноября 1954 года, с тех пор произведение много раз звучало в Большом зале Ленинградской филармонии. В 1955 году симфония была исполнена на VIII Всесоюзном пленуме правления Союза композиторов СССР, на котором Шварц был принят в его ряды.

### Спектакли и балеты
В 1956 году Георгий Товстоногов предложил Шварцу написать музыку к спектаклю «Идиот». Перед композитором встала задача связать музыку в органичное целое с драматургией Достоевского. После первого успешного опыта Шварц написал музыку к спектаклю «Горе от ума» по комедии Грибоедова, а всего оформил в Большом драматическом театре шесть спектаклей, в их числе также «Не склонившие головы» и «На всякого мудреца довольно простоты» в постановке Товстоногова, «Доходное место» в постановке Р. Сусловича. Композитор особо отмечал хорошую школу и влияние на своё творчество, которое он ощутил со стороны театральных режиссёров Георгия Товстоногова и Леонида Якобсона. Всего написал музыку к 35 спектаклям.
В 1950-е годы Шварц написал колоритную по оркестровке Молодёжную увертюру для симфонического оркестра, два балета — «Накануне» (1960) и «В стране чудес» (1967), постановленный Л. Якобсоном в Кировском театре оперы и балета.

### Кинокомпозитор
«Я сделаю любую замороченную оркестровку, наплету любых самых многозначительных диссонансных пируэтов… Но по-настоящему самое трудное для каждого композитора и самое большое для него счастье — все этого хотят, пусть не врут, что это им всё равно… просто почти никому это не удаётся, потому что это не придумывается, а сваливается с неба, озаряет… — сочинить свежую, сильную, запоминающуюся мелодию! Всё остальное — дело техники».
В 1958 году началась плодотворная деятельность Шварца в кинематографе, которая стала главной в его творчестве. Первые картины с его музыкой — «Неоплаченный долг», «Наш корреспондент», «Балтийское небо». Композитор успешно сотрудничал с кинорежиссёрами разных школ, стилей и поколений: Иваном Пырьевым, Михаилом Роммом, Иосифом Хейфицем, Владимиром Венгеровым, Михаилом Швейцером, Юлием Карасиком, Владимиром Мотылём, Сергеем Соловьёвым, Николаем Губенко, Григорием Ароновым, Алексеем Германом, Петром Тодоровским, Родионом Нахапетовым, Сергеем Бодровым-старшим, Павлом Лунгиным, Владимиром Бортко, Евгением Татарским и другими. Владея многообразными типами композиторской техники, Шварц умел подобрать скрипичный ключ к любому, самому замысловатому сценарию, выше всего ценил в музыке мелодическую естественность, простоту и искренность. По отзывам критиков, его музыка для кино насыщена состраданием, редким даром сопереживать как экранным персонажам, так и зрителям, добротой и человеколюбием. Сам Шварц называл отличительными качествами своей музыки и композиторской деятельности повышенную чувствительность и сентиментальность, — эти свойства он считал необходимыми в искусстве, однако в меру, «в пределах вкуса».
Шварц является автором музыки к более чем 125 кинофильмам, среди которых есть признанные шедевры русского и мирового кинематографа. Наибольший успех сопутствовал композитору в фильмах Мотыля и Соловьёва. Излюбленным жанром Шварца были романтические мелодрамы.
Весьма созвучными, по оценке Бориса Кушнера, оказались таланты Шварца и Булата Окуджавы. Мастеров сближал не только схожий художественный вкус, но и общая судьба: почти ровесники, и Шварц, и Окуджава были сыновьями «врагов народа», их отцы были репрессированы и расстреляны в 1937—1938 годах; оба вынужденно жили вдали от родных мест, затем воевали, были ранены на фронте; и того, и другого в начале творческого пути упрекали в «формализме». До Шварца попытки музыкально обработать тексты Окуджавы предпринимал Матвей Блантер, но его начинания потерпели неудачу: классик советской песни не почувствовал «нерв поэзии» барда. Плодотворный же союз Шварца и Окуджавы принёс 32 песни и романса, наиболее известные из которых — песня Верещагина «Ваше благородие…» («Белое солнце пустыни»), «Песенка кавалергарда» («Звезда пленительного счастья»), романсы «Эта женщина в окне» («Законный брак»), «Любовь и разлука» («Нас венчали не в церкви»), а также песни из кинофильма «Соломенная шляпка». Тесное сотрудничество порой приводило к незаметной инфильтрации музыки Шварца в ткань притчевых произведений Окуджавы. В документальном фильме Валерия Балаяна (2002) композитор упоминал, что мелодия романса Окуджавы «После дождичка небеса просторней…», которую Булат искренне считал своей, фактически является вариацией лирической темы сюиты Шварца из фильма «Мелодии белой ночи».
Из кинематографистов больше всего Шварц работал с режиссёром Сергеем Соловьёвым. Композитор написал музыку к его фильмам «От нечего делать», «Предложение», «Егор Булычов», «Станционный смотритель», «Сто дней после детства», «Мелодии белой ночи», «Спасатель», «Наследница по прямой», «Избранные», к спектаклю «Дядя Ваня» в Малом театре. Шварц также написал музыку к фильму Соловьева «Чужая белая и рябой», но режиссёр в последний момент полностью заменил её на Шостаковича и Бартока, что стало причиной длительного перерыва в сотрудничестве композитора и режиссёра[страница не указана 1799 дней].
Премии «Оскар» за лучший иностранный фильм (1976) была удостоена советско-японская картина «Дерсу Узала» (реж. Акира Куросава), музыку к которой написал Шварц. Приехав в СССР, японский кинорежиссёр изучил фрагменты фильмов с музыкой разных советских композиторов, и остановиться на кандидатуре Шварца Куросаву заставила восхитившая его элегия из «Станционного смотрителя».
Широко известные и популярные фильмы, узнаваемые в том числе и благодаря лирической музыке Шварца, — «Станционный смотритель», «Законный брак» (лучший советский фильм 1985 года), «Зеленые цепочки», «Сто дней после детства», «Братья Карамазовы», «Дикая собака динго» (1962), «Семейное счастье», «Бегство мистера Мак-Кинли», «Егор Булычов», «Живой труп», «Карусель», «Из жизни отдыхающих», «Нас венчали не в церкви», «Обрыв», «Блондинка за углом», «Проверка на дорогах», «Каникулы Кроша», «Не стреляйте в белых лебедей», «Последняя жертва». Музыка для этих фильмов записывалась оркестрами под управлением дирижёров Юрия Темирканова, Эмина Хачатуряна, Александра Лазарева, Владимира Понькина, Евгения Колобова, Марка Эрмлера, Вахтанга Жордания.
С семейной драмой Шварца, отец которого погиб в колымских лагерях, связано его участие в фильме «Приговорённый» режиссёра Аркадия Кордона. К этой трагедийной картине, вышедшей в 1988 году, в разгар перестройки и нового осмысления преступлений сталинизма, композитор создал мощный пласт симфонической музыки. В мистических переливах шварцевской симфонии, отмечал режиссёр А. Кордон, отразился образ холодного материка Колымы, стоны миллионов замученных в неволе — в «организованном даром композитора хаосе звуков слышалось их угасающее дыхание». В начале 1990-х эта тема была продолжена документальным фильмом «Будь ты проклята, Колыма!», где Шварц развил прежнюю музыку виртуозной импровизацией на синтезаторе.
Трижды Шварц был удостоен кинопремии Российской киноакадемии «Ника». Первый раз композитор получил её в 1993 году за музыку к фильмам «Белый король, красная королева» и «Луна-парк». Второй раз — в 2001 году за романтическую музыку и романс на стихи Тимура Зульфикарова к артхаусной мелодраме «Послушай, не идёт ли дождь». Третий раз — в 2002 году за музыку к фильму «Дикарка» — экранизации пьесы А. Н. Островского.
Шварц недолюбливал телесериалы и сам их обычно не смотрел. Тем не менее по иронии судьбы его завершающие работы оказались связаны именно с этим вошедшим в моду киноформатом — композитор написал музыку к 12-серийному телефильму «Шахматист» (2004) и 4-серийной саге «Дом на набережной» по прозе Юрия Трифонова (2007).
Сам Шварц в финале карьеры кинокомпозитора своими любимыми работами называл музыку к фильмам «Станционный смотритель» и «Звезда пленительного счастья».

### Концерт «Жёлтые звёзды»
Последнее большое симфоническое программное произведение композитора — «Концерт для оркестра в семи частях. „Жёлтые звезды“ („Пурим-шпиль в гетто“). Памяти Рауля Валленберга». Идею масштабного произведения Шварцу навеяли документальные записки узницы каунасского гетто, поразившие композитора описанием празднования Пурима, весёлого еврейского праздника, состоявшегося в лагере смерти накануне казни. «Жёлтые звёзды» названы в рецензиях лирическим гимном мужеству, мудрости, чувству собственного достоинства и единства обречённых людей, преодолевших ужас неминуемой гибели. Московская премьера состоялась 29 сентября 2000 года в Концертном зале им. Чайковского и была приурочена к 60-летию творческой деятельности композитора (Российский национальный оркестр, дирижёр — Павел Сорокин), существует телевизионная версия вечера (ТВ Центр, режиссёр — Ольга Трегубова). В 2002 году концерт был записан Национальным филармоническим оркестром России под управлением Владимира Спивакова и выпущен в 2005 году фирмой Capriccio Records на компакт-диске и DVD.

### «Сиверский отшельник»
Композитор с 1964 года до конца своих дней, более 45 лет, жил и работал в собственном доме в дачном микрорайоне Кезево посёлка Сиверский (железнодорожная станция Сиверская, в 70 км от Санкт-Петербурга) Гатчинского района Ленинградской области. Здесь Шварца (которого ещё при жизни называли «сиверским отшельником») посещали Владимир Высоцкий, Андрей Миронов, Акира Куросава, Зиновий Гердт, Иннокентий Смоктуновский, Сергей Соловьёв, Иосиф Бродский, Булат Окуджава, Владимир Мотыль, Алексей Баталов, Олег Басилашвили и многие другие творческие деятели и друзья. В 1964 году Шварц хлопотал о трудоустройстве на «Ленфильме» только что вернувшегося из ссылки безработного поэта, в будущем Нобелевского лауреата Бродского. К числу кинокомпозиторов, которых Шварц называл «блистательными» и высоко ценил за мелодическую щедрость и творческую индивидуальность, относились Родион Щедрин, Андрей Эшпай, Андрей Петров, Микаэл Таривердиев, Надежда Симонян, Геннадий Гладков.
В Ленинград (затем Санкт-Петербург), где у него была квартира, Шварц выбирался редко, творческие вечера обычно устраивал в сиверской библиотеке им. А. Майкова. В 1979 году 56-летний композитор женился на 20-летней поклоннице своего таланта Антонине Нагорной, с которой счастливо прожил 30 лет.
Помимо северной столицы из Сиверского Шварц изредка выезжал к родственникам в Киев, Одессу, а также регулярно по делам в Москву, где он не только работал с кинематографистами, но и отдыхал и лечился в Доме ветеранов кино, располагавшемся по соседству с «ближней дачей» Сталина в Кунцеве. По свидетельству литератора Б. Горзева, вид на лесное «поместье» некогда всесильного вождя наводил Шварца на грустные воспоминания и размышления.
Исаак Шварц скончался во сне 27 декабря 2009 года в половине восьмого вечера, когда прилёг вздремнуть после работы за роялем в пгт Сиверский Сиверского городского поселения Гатчинского района Ленинградской области. Похоронили его 30 декабря 2009 года на Литераторских мостках Волковского кладбища муниципального округа Волковское Фрунзенского района города Санкт-Петербурга. Согласно воле композитора, его похороны прошли в соответствии с еврейским погребальным ритуалом. Поминальную молитву (кадиш) над гробом Шварца прочитал один из раввинов Санкт-Петербургской еврейской религиозной общины.

## Семья и личная жизнь
Отец — Иосиф Евсеевич Шварц (1889—1938), филолог-арабист, профессор филологического факультета Ленинградского университета. Был арестован органами НКВД СССР, осуждён по статье 58 УК РСФСР и сослан в лагеря, где 4 апреля 1938 года вновь приговорён тройкой при УНКВД по Дальстрою и 11 апреля расстрелян в Магадане. 
Мать — Рахиль Соломоновна Бергер (1891—1970), выпускница Киевского коммерческого института, преподавала математику, литературу и русский язык в школе.
Старшие сёстры — Софья Иосифовна и Мария Иосифовна.
Исаак Шварц был дважды женат.
Первая жена (с 1943 до середины 1970-х) — Соня Полонская, пианистка.
- Дочь — Галина Исааковна Лапшова (род. 1944). Репатриировалась в Израиль в 1988 году. 
  - Внуки Кирилл и Магдалена, правнуки Том, Йосеф и Мариэль живут в Израиле[14][33].

Вторая жена (с 1979 до 2009 года) — Антонина Владимировна Нагорная (род. 1959), экономист, с 2011 года — директор Мемориального дома-музея И. И. Шварца в Сиверском.
Между этими двумя браками находившийся в расцвете сил Шварц, по воспоминаниям Сергея Соловьёва, пользовался «даром своего всесильного обаяния и невероятного мужского шарма» весьма широко и непринуждённо.

## Творческий метод, взгляды и принципы сотрудничества с режиссёрами
«Как-то во время съёмок «Жени, Женечки и Катюши» я показал Шварцу материал к эпизоду, где солдаты, переодетые в женские платья, провозят ракеты в детских колясках. Эпизод монтировался в отсутствие Шварца, но когда музыка была написана и подложена на монтажном столе, мы были ошеломлены. Герои бежали в такт мелодии. Да и сам монтаж был словно ею продиктован. Снайперски точный музыкальный кусок выбросил эпизод из реальности в условность. Сцена стала озорной, сплавила достоверность с комедией. Позже Шварц не раз изумлял меня способностью сообщать в музыке то, что я лишь смутно чувствовал, и даже спасать эпизоды, которые, казалось бы, были безнадёжно провалены. Он отыскивал гармонию там, где царил хаос… Шварц всегда остаётся верен своей музыкальной стихии, где нежная мелодичность, грустная улыбка и драматизм объединены его добротой, любовью к героям, стремлением вместе с ними поразмыслить над их печалями и радостями. И всё это с особенным изяществом и тактом»
Шварц начинал работу с истоков фильма — от замысла и сценария, обсуждая с режиссёром глубинные категории его нравственного и философского смысла. Отмечая, что его и профессионально, и духовно обогатило сотрудничество с Куросавой, Исаак Иосифович на опыте этого союза в середине 1970-х сформулировал ранее осознанное интуитивно творческое кредо кинокомпозитора: «В общении с ним я убедился в правильности моего принципа, — вспоминал Шварц в 2000-е годы. — Композитор в кино должен полностью подчинить себя режиссёру. Никто не знает фильма лучше, чем режиссёр. Он живёт им. Часто не может конкретно выразить словами, что нужно, но зато всегда точно знает, чего не нужно в музыке. Однако и режиссёр должен поверить в композитора, довериться ему, не мешать».
Возможно, Шварц принимал участие в монтаже, однако окончательно он записывал музыку, когда уже было смонтированное вчерне изображение и на экране присутствовал темп, заданный им. Исаак Иосифович полагал, что музыка — это сильное средство и пользоваться им следует осторожно, только в том случае, если слитая с изображением музыка создаёт новое качество; при неудачном же наложении она может лишить эпизод и всю картину внутреннего ритма. Интуитивно Шварц сторонился привычной иллюстративности, избегая нарочитых «усложнений» (характерных, например, для Прокофьева), создавал запоминающуюся мелодию. По убеждению Шварца, «кино плохо согласуется со сложными музыкальными формами; для экрана очень важно писать мелодично, просто, но ни в коем случае не банально». Доминирующую в фильме мелодию, главную тему Шварц называл монотематизм, который, трансформируясь, несёт драматургическую функцию; при этом значительное внимание композитор уделял инструментовке.
Эти теоретико-философские воззрения нашли яркое воплощение в музыке к фильмам «Звезда пленительного счастья» и «Мелодии белой ночи». По оценке критики, музыка к этим двум мелодрамам 1975—1976 годов относится к лучшим образцам творчества композитора. В картине о подвиге и последующей драматической судьбе декабристов музыка Шварца, как пишет Дмитрий Быков, «начавшись блистательным и торжественным оркестровым проигрышем, становилась с каждым куплетом всё элегичней, всё камерней — а ближе к финалу и тревожней. Основная тема звучала уже не в праздничной скрипичной аранжировке — её вела электрогитара, вступали далёкие трубы, во втором куплете — меланхолические духовые; и всё это — на фоне ритм-гитары, неотступно звучащей на заднем плане: то ли поступь судьбы, то ли конский скок, то ли замирающие сердечные удары».
Широкую известность и любовь миллионов телезрителей завоевала полная грустного очарования музыка из фильма «Мелодии белой ночи» (1976) — с любовным тандемом Юрия Соломина и Курихары Комаки. Именно после этой картины Шварца стали называть классиком, — композитору, написавшему такую музыку, полагал режиссёр Сергей Соловьёв, уже не надо беспокоиться о месте в истории. В последнем телеинтервью престарелый Шварц вспоминал, что в настроении пронизывающей фильм темы «Прогулка по ночному городу» отразились ностальгические и романтические воспоминания его детства, прошедшего в предвоенном Ленинграде. В рецензиях отмечалось, что у заворожённого слушателя невольно возникает ощущение, что пронзительно-печальная, нежная и задумчивая музыка Шварца знает всё, даже то, что мужчина и женщина на экране в самые интимные мгновения не решаются сказать друг другу вслух. Саундтрек из советско-японской мелодрамы давно живёт самостоятельной жизнью, используется в балетных и танцевальных шоу-программах, телепередачах, документальных фильмах, сюжетах, к производству которых сам Шварц не имел никакого отношения. Самой недооценённой в творчестве Шварца, непревзойдённой по лиризму, глубине и чувственности, согласно мнению композитора Андрея Макарова, является редко звучащая музыка из фильма 1985 года «Законный брак», включающая танго, фортепианное соло на тему любви и вальс; сохранилась её единственная прижизненная оркестровая запись.
По наблюдениям Бориса Кушнера, «точность и своеобразие мелодического и гармонического языка Шварца замечательны, а его творческий почерк обычно узнаваем с первых же тактов». Многие рядовые зрители в письмах композитору в Сиверскую признавались, что, даже начиная смотреть фильм с середины, безошибочно угадывали автора музыки. Этот же фирменный «знак качества» Сергей Соловьёв называл «узнаваемая рука мастера». Некоторые музыковеды и внимательные слушатели усматривали музыкальные цитаты одного произведения Шварца в другом, и иногда они в самом деле имели место, из-за чего Шварц, отдавая себе в этом отчёт, сознательно не включил в своё «Избранное» на 6 компакт-дисках музыку из фильма «Сто дней после детства» (разобранную им на цитаты во «взрослом» кино).
Режиссёров поражало, что у Шварца всегда есть точное ощущение того фрагмента фильма, где должна звучать музыка. При этом музыкальный ряд контрапунктически выстраивался по отношению к изображению на экране, вследствие чего возникала многоплановость сцены. Нередко на съёмочной площадке многим казалось, что музыка предложена композитором в совсем немузыкальных местах, однако всякий раз такое впечатление оказывалось обманчивым. Шварц всегда создавал «музыкальный запас», что давало возможность при монтаже «подвигать» музыкальную фразу с тем, чтобы слияние музыки и изображения получилось наиболее полным. Таким образом, отдельно друг от друга и в разные эпохи отмечали режиссёры Владимир Мотыль и Борис Токарев, музыка Шварца не вторит слепо монтажу, но часто уточняет и подсказывает монтажный ряд, добиваясь наибольшей выразительности.

## Стиль, характер, привычки
При работе над картиной с режиссёром и съёмочной группой Шварц бывал исключительно терпелив, вежлив, внимателен к возражениям, но в то же время твёрд и настойчив. Уточнив все нюансы, он покидал зал и уединялся в кабине звукорежиссёра, отделённой от зала звуконепроницаемым стеклом. В кабине Шварц дирижировал сам себе, пел мелодию вместе с оркестром, который при этом его не слышал. О работе в Сиверской режиссёр Владимир Мотыль вспоминал: «Я видел Шварца в авралы. Он прогонял из дома всех посторонних, не подходил к телефону. Спал по четыре-пять часов. Беспрерывно курил…» Многие собеседники композитора упоминали, что перебивать речь увлекающегося Шварца было ни в коем случае нельзя. Человеческие качества Шварца, особо отмечаемые близко знавшими его людьми, — общительность, чувство компании, великий талант дружбы, неотразимая мужская притягательность и пристрастие к прекрасному полу, отсутствие высокомерия, «шармерское» обаяние, умение ловко и по месту вставить в разговор крепкое словцо, потребность ощущать необходимость своей музыки не для абстрактной «вечности», а для чего-то очень конкретного, нужного обыкновенным людям. Считая себя приверженцем романтических традиций, Шварц подчёркивал, что никогда не работал в стиле музыкального модернизма и в экспериментальных жанрах. Если бюджет картины позволял, предпочитал всегда оркестр, недолюбливал вторгнувшийся в кинематограф синтезатор, считая его «гробовщиком» музыки. К любым музыковедческим трудам, к статьям о своём творчестве композитор относился с «насмешливой унылостью».

## Оценки творчества
Музыкальные и кинокритики отмечали своеобразие творчества Шварца, позволившее композитору занять особое место в советском кинематографе. Будучи «простой до гениальности», его музыка входит в фильмы как неотъемлемая часть их художественной сущности, «вступает в полифоническое взаимодействие с видеорядом, открывая в запечатлённых образах заранее непредставимые глубины». Киноведами подмечено, что некоторые фильмы, оформленные кинокомпозитором, запоминаются зрителям не столь в силу своего содержания, сколь благодаря «божественной» музыке Шварца.

Шварц — необыкновенный человек, интеллигентный, тонко чувствующий. Его высокий интеллект неразрывно связан с духовностью, просто неотделим от неё. Бог одарил его талантом слышать высшие мелодии и выражать их языком ясным и доступным — с помощью музыки. А музыке нас птицы научили.
— Александр Кушнер.
.
Анализируя фильм В. Мотыля «Звезда пленительного счастья», литературовед Дмитрий Быков отмечал, что едва ли не главной героиней картины была «песня Окуджавы на гениальную музыку Шварца».
Булат Окуджава высоко ценил редкостный дар Шварца «извлекать музыку из самого стихотворения, ту самую, единственную, которая только и существует для каждой строки».
Сергей Соловьёв характеризовал Шварца как «редкого мастера мелодии», а его оркестровку к фильму «Егор Булычов» как «грандиозную, выдающейся красоты, силы, напряжённости ритма, почти свиридовской мощи и в то же время летящей моцартовской лёгкости музыку, с фантастической и фатальной темой трубы».
Режиссёр Аркадий Кордон отмечал, что большинство фильмов Шварца замечательны высочайшим качеством музыки, где мелодия является системообразующим элементом: «один раз услышал — и помнишь всегда!».

## Мемориальный дом-музей И. И. Шварца в Сиверском
Во втором, «гостевом», доме в посёлке Сиверский, где жил и творил композитор, с 2011 года открыт Мемориальный дом-музей И. И. Шварца. К сентябрю 2012 года музей посетили более 5000 человек. На территории музея находятся также камерный концертный зал на 45 мест и летняя концертная площадка.

## Награды
- Заслуженный деятель искусств РСФСР (1984)
- Народный артист Российской Федерации (29 января 1996 года) — за большие заслуги в области искусства[38]
- Орден «За заслуги перед Отечеством» IV степени (15 сентября 2003 года) — за большой вклад в развитие отечественного искусства[5][39]
- Государственная премия Российской Федерации в области литературы и искусства 1997 года (6 июня 1998 года) — за художественный фильм «Белое солнце пустыни»[40]
- Премия Президента Российской Федерации в области литературы и искусства 2003 года (13 февраля 2004 года)— за выдающийся творческий и научный вклад в художественную культуру России[41][5].
- Лауреат Царскосельской художественной премии — «За уникальное собрание романсов на стихи русских поэтов XIX—XX веков» (2000)
- В 2003 году Шварцу присвоено звание Почётного гражданина Ленинградской области[42].
- Премии Ника:
  - лучшему композитору 1992, за фильм «Луна-парк», за фильм «Белый король, Красная королева»
  - за лучшую музыку к фильму 2001 «Послушай, не идёт ли дождь»
  - за лучшую музыку к фильму 2002 «Дикарка»[5]

## Сочинения

### Симфоническая музыка
- Симфония фа минор (1954)
- Молодёжная увертюра для симфонического оркестра
- Концерт для оркестра в семи частях «Жёлтые звезды» («Пурим-шпиль в гетто»). Памяти Рауля Валленберга

### Вокально-инструментальные произведения
- «Дума о Родине», кантата на стихи А. Чепурова для баса, хора и симфонического оркестра в трёх частях,
- «Солдат и вьюга», баллада для баритона с оркестром на стихи М. Светлова

### Сочинения для театра
- «Накануне» (балет, 1960)
- «В стране чудес» (балет, 1967)

### Музыка к театральным постановкам
- 1956 — «Идиот» по роману Ф. М. Достоевского (Большой драматический театр)
- 1961 — «Не склонившие головы» по сценарию Н. Дугласа и Г. Смита (Большой драматический театр)
- 1962 — «Горе от ума» А. Грибоедова (Большой драматический театр)
- 1964 — «Ещё раз про любовь» Э. Радзинского (Большой драматический театр)
- 1970 — «Третья стража» Г. Капралова и С. Туманова (Большой драматический театр)
- «Доходное место» А. Островского
- 1985 — «На всякого мудреца довольно простоты» А. Островского (Большой драматический театр)

### Музыка к кинофильмам
- 1958 — Наш корреспондент
- 1959 — Неоплаченный долг
- 1960 — Балтийское небо
- 1961 — Братья Комаровы
- 1961 — Будни и праздники
- 1961 — Самые первые
- 1962 — Дикая собака динго
- 1962 — Порожний рейс
- 1964 — Фро
- 1965 — Рабочий посёлок
- 1966 — Кто придумал колесо?
- 1967 — Женя, Женечка и «катюша»
- 1967 — Седьмой спутник
- 1967 — Четыре страницы одной молодой жизни
- 1968 — Живой труп
- 1968 — Братья Карамазовы
- 1969 — Семейное счастье
- 1969 — Только три ночи
- 1970 — Белое солнце пустыни
- 1970 — Возвращение «Святого Луки»
- 1970 — Зелёные цепочки
- 1970 — Карусель
- 1971 — Проверка на дорогах
- 1971 — Расскажи мне о себе
- 1971 — Егор Булычов и другие
- 1972 — Дела давно минувших дней…
- 1972 — Карпухин
- 1972 — Самый последний день
- 1972 — Станционный смотритель
- 1973 — Был настоящим трубачом
- 1973 — Где это видано, где это слыхано
- 1973 — Капитан
- 1973 — Пожар во флигеле, или Подвиг во льдах
- 1973 — Чёрный принц
- 1974 — Сто дней после детства
- 1974 — Соломенная шляпка
- 1975 — Бегство мистера Мак-Кинли
- 1975 — Дерсу Узала
- 1975 — Звезда пленительного счастья
- 1975 — Последняя жертва
- 1975 — Строговы
- 1976 — Голубой портрет
- 1976 — Жизнь и смерть Фердинанда Люса
- 1976 — Мелодии белой ночи
- 1977 — Враги
- 1977 — Запасной аэродром
- 1977 — Золотая мина
- 1977 — Смешные люди!
- 1978 — В день праздника
- 1978 — Двое в новом доме
- 1978 — Где ты был, Одиссей?
- 1979 — Активная зона
- 1979 — Вторая весна
- 1980 — Не стреляйте в белых лебедей
- 1980 — Каникулы Кроша
- 1980 — Из жизни отдыхающих
- 1980 — Спасатель
- 1981 — Белый ворон
- 1981 — Товарищ Иннокентий
- 1982 — Избранные
- 1982 — Кража
- 1982 — Нас венчали не в церкви
- 1982 — Наследница по прямой
- 1982 — Оставить след
- 1983 — Летаргия
- 1983 — Обрыв
- 1983 — Блондинка за углом
- 1983 — Двое под одним зонтом
- 1983 — Трое на шоссе
- 1984 — Капитан Фракасс
- 1984 — Неизвестный солдат
- 1984 — Ольга и Константин
- 1984 — Невероятное пари, или Истинное происшествие, благополучно завершившееся сто лет назад
- 1985 — Выйти замуж за капитана
- 1985 — Дети солнца
- 1985 — Законный брак
- 1985 — Площадь Восстания
- 1985 — Полевая гвардия Мозжухина
- 1985 — Софья Ковалевская
- 1986 — Зонтик для новобрачных
- 1986 — Лицом к лицу
- 1987 — Вот такая история…
- 1987 — Жил-был Шишлов
- 1987 — Мужские портреты
- 1988 — Вам что, наша власть не нравится?!
- 1988 — Вы чьё, старичьё?
- 1988 — Предлагаю руку и сердце
- 1988 — Эсперанса
- 1989 — Не сошлись характерами
- 1989 — Приговорённый
- 1989 — Сирано де Бержерак
- 1990 — Золотая шпага
- 1990 — Мордашка
- 1990 — Попугай, говорящий на идиш
- 1991 — Гениальная идея
- 1991 — Молодая Екатерина
- 1991 — Не будите спящую собаку
- 1992 — Белый король, красная королева
- 1992 — Будь проклята ты, Колыма…
- 1992 — Луна-парк
- 1992 — Отшельник
- 1993 — Эта женщина в окне
- 1993 — Паром «Анна Каренина»
- 1994 — Белый праздник
- 1994 — Весёленькая поездка
- 1994 — Мадемуазель О.
- 1996 — Несут меня кони…
- 1999 — Одна любовь души моей (сериал)
- 2000 — Послушай, не идёт ли дождь
- 2000 — Империя под ударом (сериал)
- 2000 — Истинные происшествия
- 2001 — Дикарка
- 2004 — Год Лошади: Созвездие скорпиона
- 2004 — «Замыслил я побег…» (сериал)
- 2004 — «Шахматист» (сериал)
- 2007 — «Дом на набережной»